# Lascelles Brown

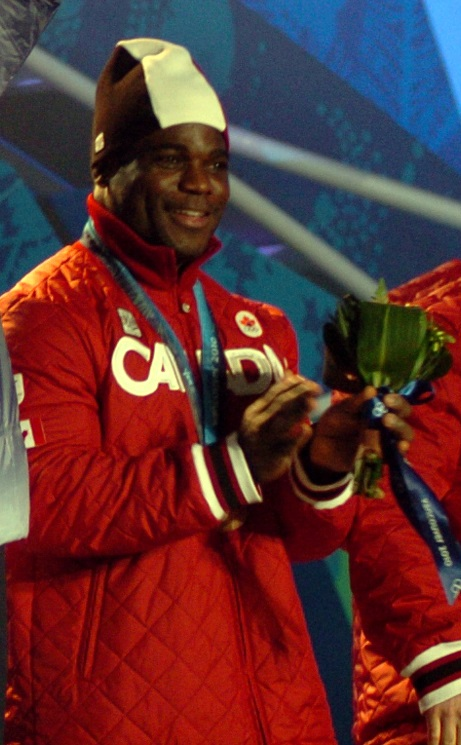
Lascelles Brown bei den Olympischen Winterspielen 2010 in Vancouver, bei der Siegerehrung (Bronzemedaille im Viererbob)

Lascelles Oneil Brown (* 12. Oktober 1974 in May Pen, Jamaika) ist ein kanadisch-jamaikanischer Bobfahrer.
Brown startete von 1999 bis 2004 für die jamaikanische Bobmannschaft. Bei den Olympischen Winterspielen 2002 in Salt Lake City stellte er einen neuen Startrekord auf.
Da er in Jamaika bezüglich Leistungssport keine Perspektiven mehr sah, wechselte er in die Mannschaft des Kanadiers Pierre Lueders. Mit ihm zusammen gewann er in der Saison 2004/05 vier Weltcuprennen (davon drei im Zweier- und eines im Viererbob). Bei der Weltmeisterschaft 2005 in Calgary gewann er die Goldmedaille. In der Saison 2005/06 kamen zwei weitere Weltcupsiege hinzu.
Im Juli 2005 stellte Brown einen Antrag auf die kanadische Staatsbürgerschaft. Diese wurde ihm kurz vor den Olympischen Winterspielen 2006 aufgrund einer Sonderregelung gewährt. Auf der olympischen Bobbahn von Cesana Torinese wurde er zusammen mit Lueders Zweiter.
Lascelles Brown startete zusammen mit Lyndon Rush für Kanada bei den Olympischen Winterspielen 2010 auf seiner Heimbahn im Whistler Sliding Centre. Im zweiten Lauf des Zweierbobwettbewerbes stürzte der Zweierbob, mit dem er und Lyndon Rush eine neue Startbestzeit erreicht hatten, sodass er nach Rang 3 im ersten Lauf beim zweiten Lauf auf den 21. Platz zurückfiel. Am 27. Februar 2010 war er Mitglied im Team von Rush, als dieser die Bronzemedaille im Viererbob hinter Steven Holcomb und André Lange gewann.